# Краищиди
Краищидите са едни от основните морфоструктури на територията на България. Разположени са в западната част на страната и се характеризират със сложен релеф-мозайка от котловини и планински редици. Главната посока на простиране на разломните структури е от север-северозапад към юг-югоизток. Основните скали, от които са изградени Краищидите, са масивни и метаморфни с палеозойска възраст и седименти от мезозоя.